# Tricyrtis stolonifera
Tricyrtis stolonifera là một loài thực vật có hoa trong họ Măng tây. Loài này được Matsum. miêu tả khoa học đầu tiên năm 1897.

## Hình ảnh

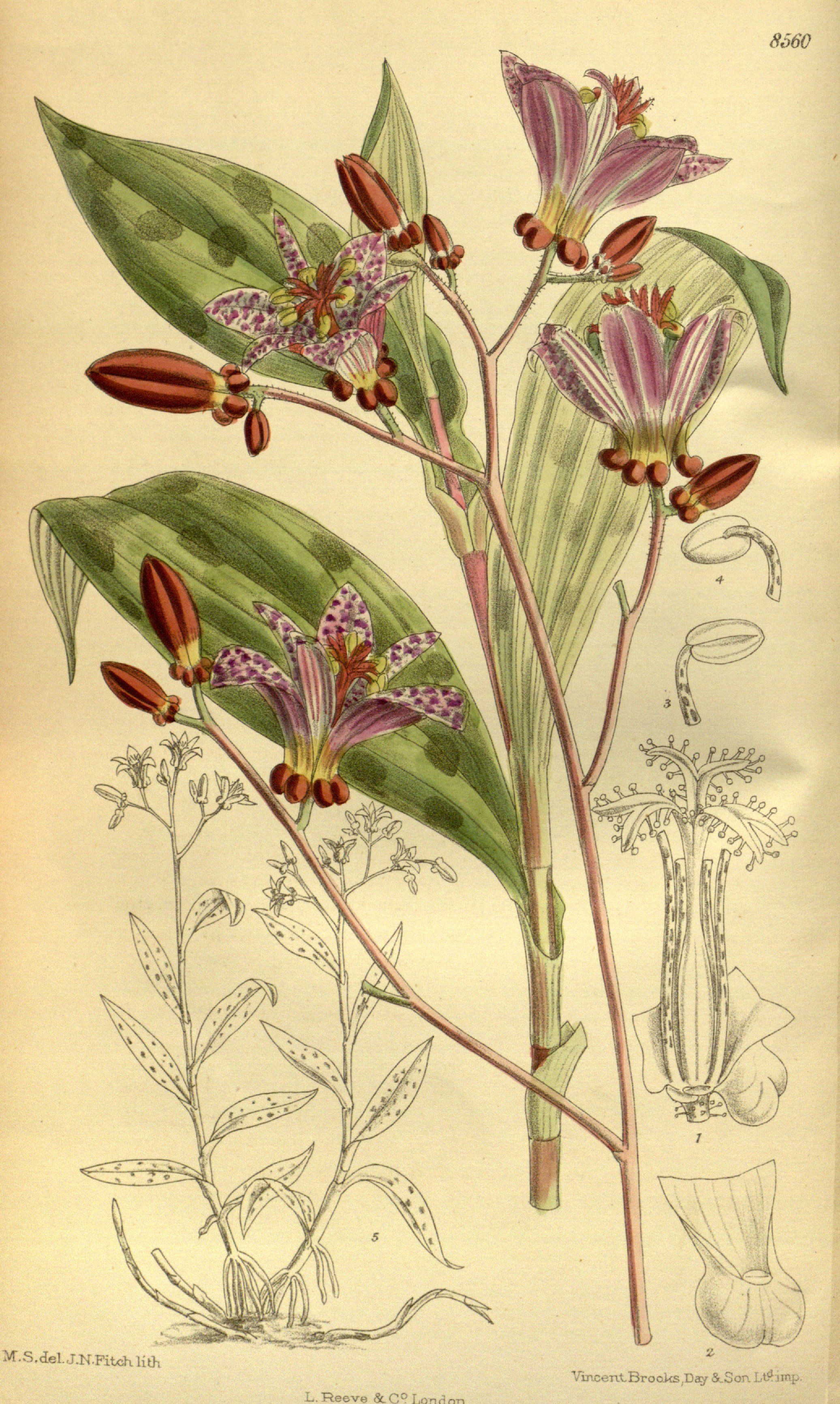